# 豊洲村 (岡山県)
豊洲村（とよすそん）は、かつて岡山県都窪郡にあった村である。1952年（昭和27年）4月1日に倉敷市および都窪郡茶屋町に編入され廃止された。現在は同市の豊洲地区および茶屋町地区の一部となっている。

## 沿革
- 1889年（明治22年）6月1日 - 町村制の施行により、都宇郡五日市村・中帯江村・西田村・早高村・高須賀村の区域をもって豊洲村が発足。
- 1900年（明治33年）4月1日 - 所属郡が都窪郡に変更。
- 1952年（昭和27年）4月1日 - 豊洲村が分割し、一部（大字高須賀の一部）が茶屋町に、残部が倉敷市（旧）に編入。
- 1988年（昭和63年） - 瀬戸中央自動車道が開通。